# Conopyge flavipes
Conopyge flavipes là một loài tò vò trong họ Ichneumonidae.